# Playa Marko
Der Playa Marko ist ein Strand im Norden der Livingston-Insel im Archipel der Südlichen Shetlandinseln. Er liegt unmittelbar südlich des Punta Haydée und erstreckt sich bis zum Punta Del Medio auf der Ostseite des Kap Shirreff am nördlichen Ausläufer der Johannes-Paul-II.-Halbinsel.
Chilenische Wissenschaftler benannten ihn nach Marko Gajardo Guzmán, einem Teilnehmer an der 39. Chilenischen Antarktisexpedition (1984–1985).